# Deutschordensballei An der Etsch und im Gebirge

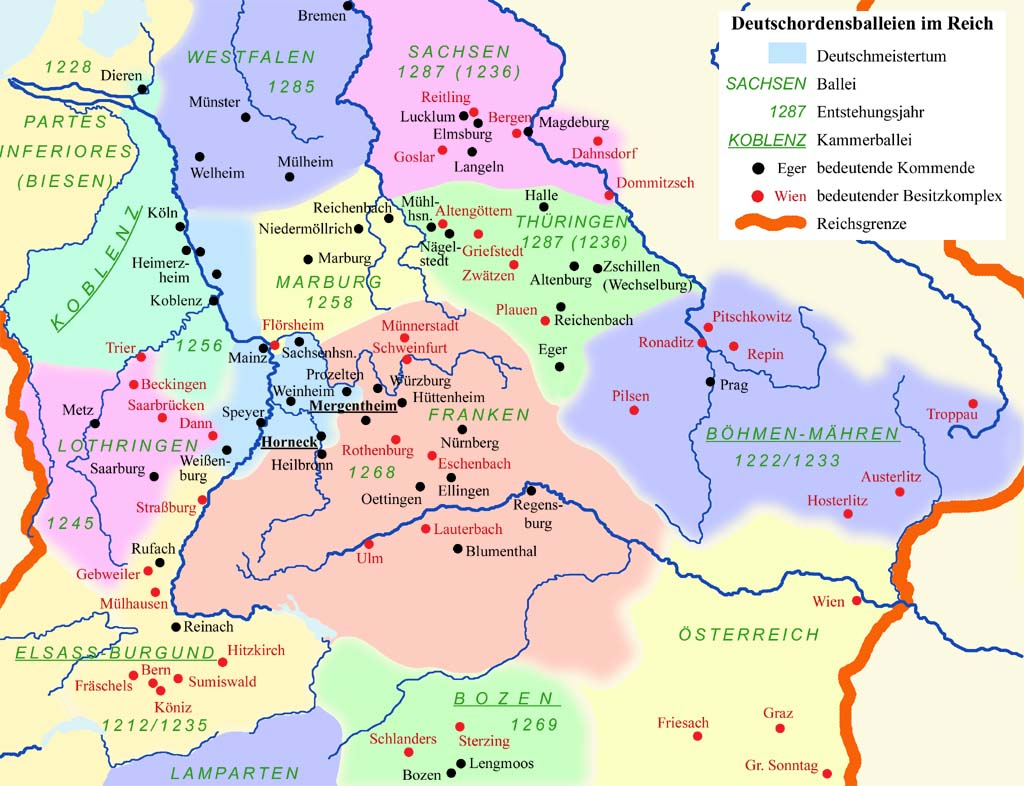
Die Ordensballeien im Reich

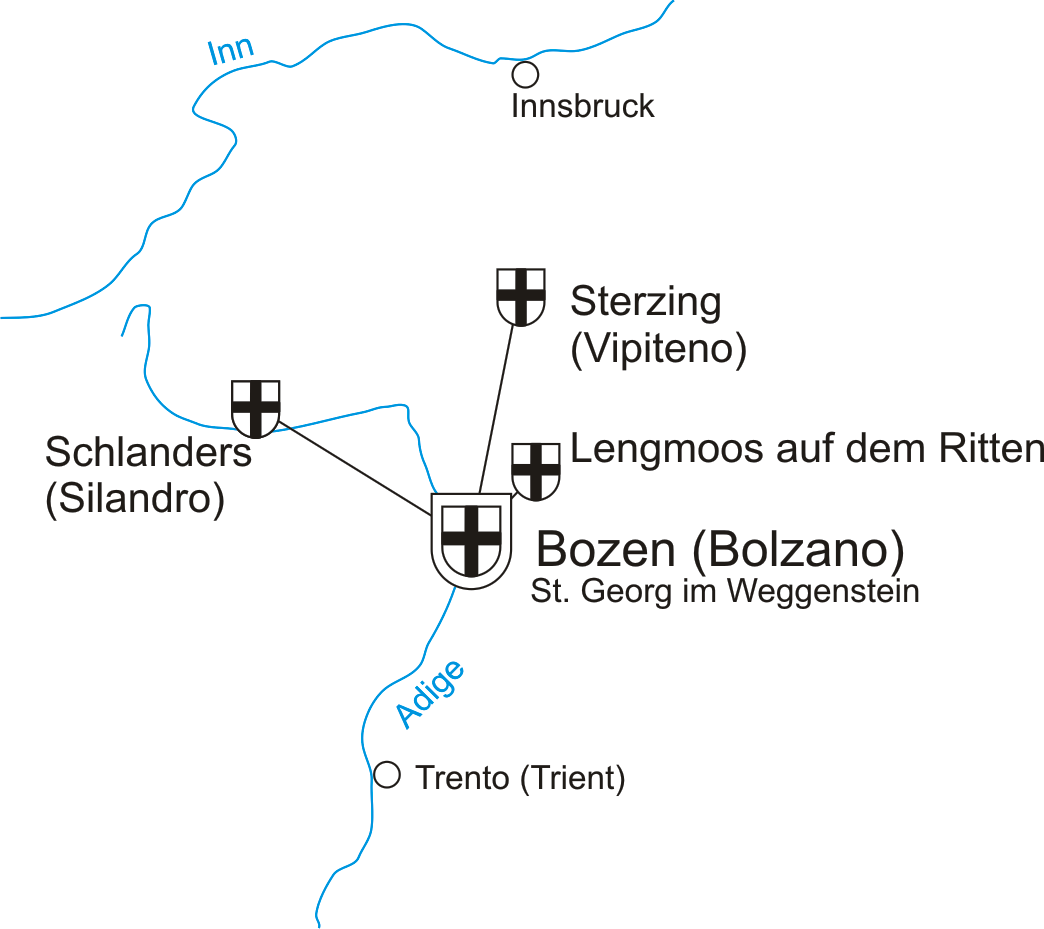
Kommenden der Ballei Bozen (1788)

Die Deutschordensballei An der Etsch und im Gebirge war die regionale Organisation des Deutschen Ordens im Gebiet der mittelalterlichen Grafschaft Tirol.

## Struktur
Die Ballei unterstand ursprünglich dem Deutschmeister. Kurz vor 1300 wurde sie dem Hochmeister unterstellt. So wurde die Ballei zur Kammerballei, in der der Hochmeister berechtigt war, den Landkomtur zu ernennen. Seit 1269 ist der Komtur von Bozen gleichzeitig Landkomtur. 1520 wurde die Kammerballei an den Deutschmeister verpfändet und nicht wieder ausgelöst. Auf Grund dieser unklaren Zuordnung konnte sich die Ballei eine gewisse Unabhängigkeit bewahren.
Der Landkomtur der Ballei war seit 1534 auf Grund seiner territorialen Besitzungen Mitglied des Tiroler Landstandes und im Tiroler Landtag auf der zweiten (= geistlichen) Bank vertreten. Der Kauf und Verkauf von Gütern sowie die Besetzung von Pfarreien blieb allein dem Landkomtur vorbehalten.
Die Ballei war wirtschaftlich schwach und spielte im 13. und 14. Jahrhundert eine Rolle, als sie die Möglichkeit der Unterkunft für Ordensritter auf dem Weg nach Italien und ins Heilige Land bot. Mit dem Verlust von Akkon sank die Bedeutung der Ballei weiter.

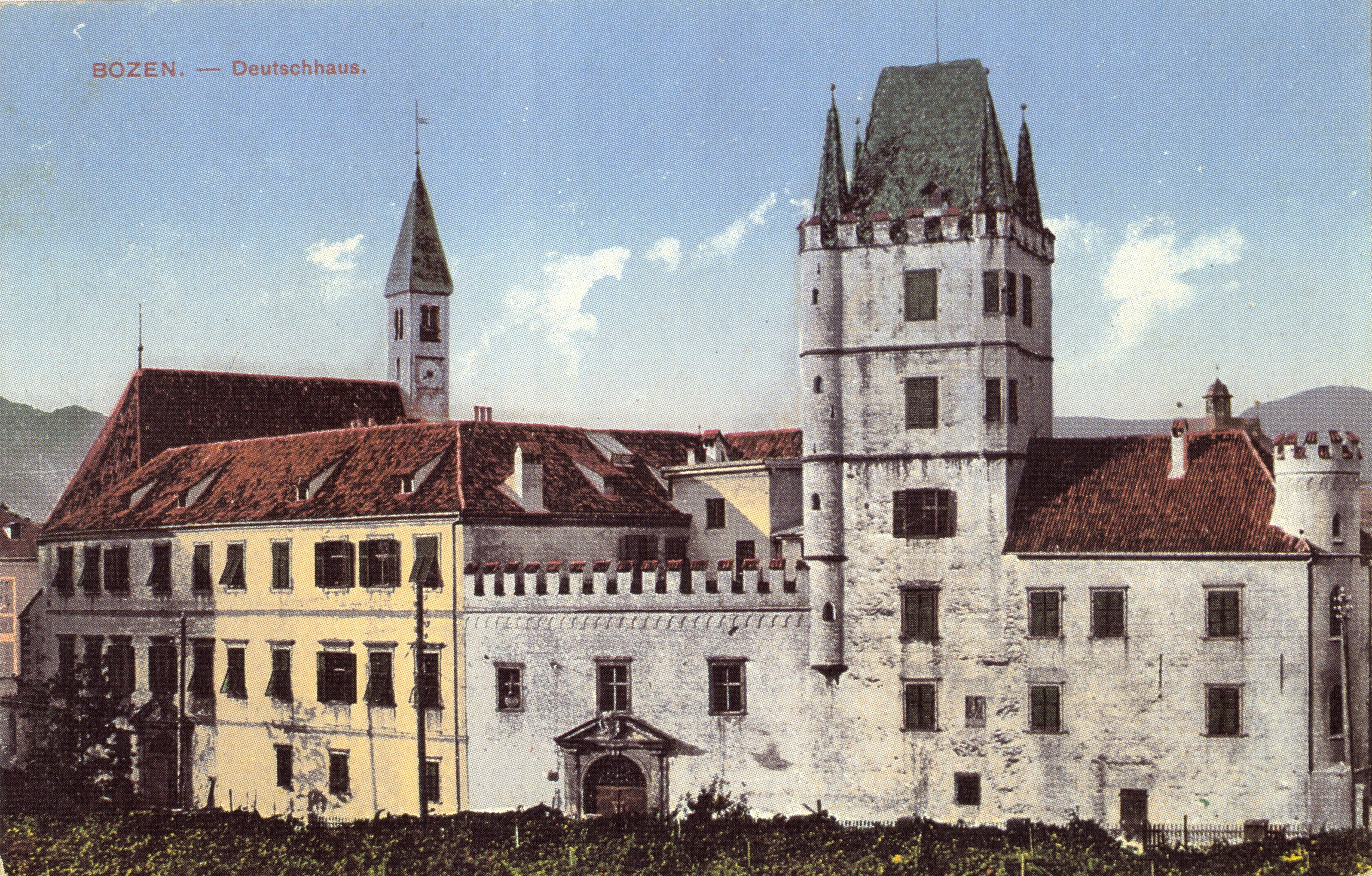
Deutschhaus in Bozen (1910)

Sitz des Landkomturs war Bozen.

## Geschichte
Keimzelle der Ballei war eine Schenkung der Bozener Eheleute Gerold und Mechthild aus dem Jahr 1202, die zur Gründung eines Hospitals und einer Kirche (Johannes der Täufer) am Virglfuß führte – 1273 wird die Niederlassung als „domus Theotunicorum in Boçano“ bezeichnet. Wegen der Lage am Eisack kam es zu vielen Überschwemmungen, so dass der Orden 1392 den nördlich der Bozner Altstadt gelegenen Ansitz Weggenstein kaufte und 1400 zum Sitz der Ballei machte. Die von der Kommende Bozen geführten Filialspitäler in Lengmoos (ab 1234) und Sterzing (ab 1254) wurden zu eigenen Kommenden.
Ab 1269 gab es einen Landkomtur, der von 1534 bis 1918 eine Stimme im Tiroler Landtag hatte.
Mit der bayerischen Besetzung Tirols zur Zeit Napoleons wurden bis 1811 die geistlichen Gebiete säkularisiert und der Deutsche Orden verlor alle seine Besitztümer. Unter Kaiser Franz II. wurde der Orden restituiert und erhielt 1819 faktisch seine Gebiete und Rechte zurück. 1834 verzichtete Kaiser Franz II. offiziell auf alle Anrechte nach Artikel 12 des Pressburger Friedens und der Orden wurde zu einem selbständigen geistlichen Institut in Österreich. Diesen Stand konnte er bis 1929 bewahren, als unter Mussolini der Deutsche Orden enteignet wurde. Teilweise konnten Häuser und Grundbesitz für den Orden erhalten werden, er ging auf in der Familiarengemeinschaft des Deutschen Ordens.

## Kommenden
| Kommende                | von               | bis  | Anmerkung | Bild |
| ----------------------- | ----------------- | ---- | --- | ---- |
| Kommende Bozen          | 9. April 1202     | 1929 | 1202 wurde auf Initiative und mit Geld der Eheleute Gerold und Mechthild ein Hospital unter Leitung des Deutschen Ordens eingerichtet. 1929 von Italien säkularisiert. |      |
| Kommende Lana           | 16. April 1396    |      | Neben der Pfarrei Lana gehörten noch Völlan und Gargazon zur Kommende.                                                                                                 |      |
| Kommende Lengmoos       | 1234              | 1929 | 1234 kaufte der Deutsche Orden das Spital in Lengmoos. Der heute noch existierende Bau entstand um 1625.                                                               |      |
| Kommende Sankt Leonhard | 1219              | 1811 | 1219 übertrug schenkungshalber Kaiser Friedrich II. dem Deutschen Orden die Pfarrei. 1811 von Bayern besetzt und säkularisiert.                                        |      |
| Kommende Schlanders     | 1305              | 1811 | 1235 übertrug schenkungshalber Kaiser Friedrich II. Hermann von Salza die Pfarrei. 1811 von Bayern besetzt und säkularisiert.                                          |      |
| Kommende Sterzing       | 27. November 1254 | 1929 | Die Stifterin des Hospitals zu Sterzing, Adelhaid von Taufers, übertrug schenkungshalber dieses sowie die Pfarrkirche dem Deutschen Orden.                             |      |
| Kommende Trient         | 27. April 1283    | 1673 | 1283 erhielt der Deutsche Orden das St.-Anna-Kloster der Augustiner-Chorherren. Die Kommende war wirtschaftlich nicht mehr rentabel und wurde 1673 verkauft.           |      |
| Kommende Weggenstein    |                   |      | siehe Kommende Bozen, Ballei an der Etsch |      |

## Liste der Statthalter und Landkomture der Ballei an der Etsch und im Gebirge
- 1416–1417 Friedrich von Wickerau
- 1419–1420 Georg Eglinger
- 1421–1439 Gottfried von Niederhaus (gest. um 1452)
- ca. 1443–ca. 1450 Ludwig von Landsee
- 1451/1453–1458 Johann (Hans) Mosauer (1451/1453 Statthalter, 1456 Landkomtur)
- 1457–1458 Hans von Remchingen (Statthalter)
- 1458 Jodok von Hohenstain
- 1484–1485 Konrad von Lichtenstein-Karneid
- 1461/1463–1484 Heinrich von Freyberg (1461 Statthalter, 1463 Landkomtur)
- 1485–1486 und 1488–1494 Ludwig von Hürnheim
- 1486–1487 Georg Ramung, der Ballei aufgedrungen
- 1495 Wolfgang von Klingenberg
- 1495–1503/1504 Wolfgang von Neuhaus
- 1504–1534 Heinrich von Knöringen (gest. 1534, seit 1495 Komtur in Sterzing, seit 1504 Landkomtur, kaiserlicher Rat und Statthalter zu Innsbruck)
- 1534–1541 Bartlmä (Bartholomäus) von Knöringen (gest. 1541, zuvor Komtur von Schlanders)
- 1541–1560 Engelhard von Rust/Ruest (gest. 1560)
- 1560–1573 Lukas Römer zu Maretsch (gest. 1582, erst Komtur zu Sterzing, 1559 Koadjutor des Vorgängers, 1560 Statthalter, 1560 Landkomtur, 1571 Landeshauptmann, bekam 1572 einen Koadjutor, resignierte 1573, trat 1574 aus dem Orden aus und heiratete)
- 1573/1575–1598 Andreas Joseph Freiherr von Spaur und Valör (gest. 1598, Ordensaufnahme 1560, 1561 Komtur in Trient, 1568 Komtur in Lengmoos, 1572 Koadjutor, 1573 Übernahme nach dem Rücktritt seines Vorgängers, 1575 Statthalter, 1577 Landkomtur)
- 1598/1601–1612 Georg Mörl zu Mühlen (gest. 1612, Ordenseintritt 1584, Komtur in Schlanders 1587–1598, Statthalter 1598, Landkomtur 1601)
- 1613/1615–1626 Ulrich Freiherr von Wolkenstein-Rodenegg (gest. 1626, Ordenseintritt 1584, Komtur in Lengmoos 1587, Statthalter 1613, Landkomtur 1615)
- 1627–1637 Johann Gaudenz Freiherr von Wolkenstein-Rodenegg (gest. 1637, Neffe des Vorgängers, Obrist, vorderösterreichischer Landrat und Kriegsratspräsident, Ordensaufnahme 1613, Komtur in Trient 1613–1623, Komtur in Schlanders 1623–1627, Statthalter 1627, Landkomtur 1627)
- 1638/1641–1662 Georg Niklas (Nikolaus) Vintler von Platsch und Runkelstein (gest. 1662, Ordensaufnahme 1615, Komtur in Lengmoos 1625–1626, Statthalter 1638, Landkomtur 1641)
- 1662–1701 Johann Jakob Graf von Thun (gest. 1701, Vetter des Salzburger Erzbischofs Guidobald Graf von Thun, Ordensaufnahme 1657, Statthalter 1662, Landkomtur 1662, salzburgischer Geheimer Rat und Oberst-Hofmarschall)
- 1702–1709 Georg Friedrich Vigilius Graf von Spaur und Valör (gest. 1728, Ordensaufnahme 1682, Komtur in Sterzing 1696, Statthalter 1702, kaiserlicher Kämmerer, keine Ernennung zum Landkomtur, trat 1709 von der Statthalterschaft zurück).
- 1709/1710–1743 Johann Heinrich Hermann Freiherr von Kageneck (gest. 1743, Ordenseintritt 1688 in der Ballei Franken, 1702 Transfer in die Ballei Bozen, Hauskomtur zu Lengmoos, Statthalter 1709, Landkomtur 1710, fürstbischöflich-augsburgischer Obersthofmeister und Erster Minister 1717, kaiserlicher Geheimrat, Statthalter des Herzogtums Neuburg, geheimer Konferenzminister und zuletzt Obersthofkammerpräsident)
- 1744/1745–1762 Anton Ingenuin Graf von Recordin zu Neun und Radegg (gest. 1762, Ordensaufnahme 1716, Wechsel in die Ballei Franken, Wechsel in die Ballei Alden-Biesen, Intendant der kurpfälzischen Hofmusik in Mannheim, Komtur in Sterzing 1728–1744, seit 1739 Koadjutor des Landkomturs von Kageneck, 1741 Komtur in Bozen und Komtur in Lengmoos, 1744 Statthalter, 1745 Landkomtur, 1748 Erhebung in den österreichischen Grafenstand zusammen mit seinen Brüdern, 1748 Geheimer Rat in Innsbruck)
- 1762/1764–1792 Johann Baptist Freiherr von Ulm zu Langenrain (gest. 1792, 1747 Kämmerer von Clemens August Fürstbischof von Köln, Ordensmitglied 1750, Komtur zu Schlanders 1752, Komtur zu Sterzing 1760, Koadjutor Landkomturs 1760, Statthalter 1762, Landkomtur 1764)
- 1792–1799 Johann Ernst Theodor von der Heyden gen. Belderbusch (1717–1799, kurpfälzischer Generalleutnant, militärischer Gouverneur und Provinzialkommandant von Mannheim, Kämmerer des Kölner Fürstbischofs und des Hochmeisters, Ordenseintritt 1756, Komtur in Schlanders 1760, Komtur in Sterzing 1763, Koadjutor des Landkomturs 1791, Statthalter 1792, Landkomtur 1792)
- 1799–1810/1814 Ignaz Juda Thaddäus Graf von Brandis (gest. 1814, Ordenseintritt 1768, Komtur in Schlanders 1769, 1792–1795 Kriegsgefangenschaft in Troyes, Komtur in Sterzing 1795, Koadjutor 1798, Landkomtur 1799)
- 1835–1871 Josef Maria Aloys Johann Nepomuk Franz de Paula Felix Thaddeus Graf von Attems-Heiligenkreuz (gest. 1871, erster Landkomtur nach der Wiederherstellung unter der österreichischen Regierung, k. k. österreichischer Feldmarschalleutnant, Ordenseintritt 1809, Komtur in Nöttling 1816/1817, Komtur von Meretinzen 1819, Komtur von Friesach 1819–1830, Komtur von Laibach 1831, Landkomtur 1835)
- 1871–1876 Karl Maximilian Veit Egon Landgraf zu Fürstenberg (gest. 1876, Ordenseintritt 1835)
- 1876/1877–1890 Theodor Freiherr von Risenfels (gest. 1895, Landkomtur 1877, Mitglied des Herrenhauses)
- 1890–1892 Ferdinand Freiherr de Fin (gest. 1914, 1887 Großkapitular des Deutschen Ritterordens, Landkomtur 1890, Mitglied des Herrenhauses)
- 1892/1893–1909 Rudolf Carl Hubert Freiherr von Dorth (gest. 1909, Landkomtur 1893)
- 1909–1916 Gustav Freiherr von Warsberg (gest. 1916, Landkomtur 1909)
- 1916–1918 Franz-Josef Freiherr von Reischach zu Diersburg
- 1918–1929 Albert Graf von Mensdorff-Pouilly-Dietrichstein (gest. 1945)

## Situation heute
Heute besteht die Ballei „An der Etsch und im Gebirge“ der Familiaren (dritter Zweig des Deutschen Ordens) in Südtirol. Seit 2010 gehört die Komturei „Am Inn und Hohen Rhein“ zur Ballei.
Das Gebäude der Kommende Lengmoos ist immer noch im Besitz des Deutschen Ordens. Es dient heute als seelsorgerisches und kulturelles Zentrum für das Eisacktal.
Der Deutsche Orden betreut seit 1202 die Pfarrei Lana; daneben werden die Pfarreien Herz Jesu in Gargazon, Mariä Himmelfahrt in Lengmoos, St. Leonhard in Oberinn, St. Leonhard von Limoges in St. Leonhard in Passeier, Mariä Himmelfahrt in Sarnthein, Herz-Jesu in Siebeneich, St. Luzia in Unterinn, St. Joseph in Vilpian, St. Severin in Völlan und St. Vigilius in Wangen vom Orden betreut. Zur Ballei gehören auch das Marianum-Deutschhaus sowie das Peter-Rigler-Heim (Studentenwohnheim) jeweils in Bozen.

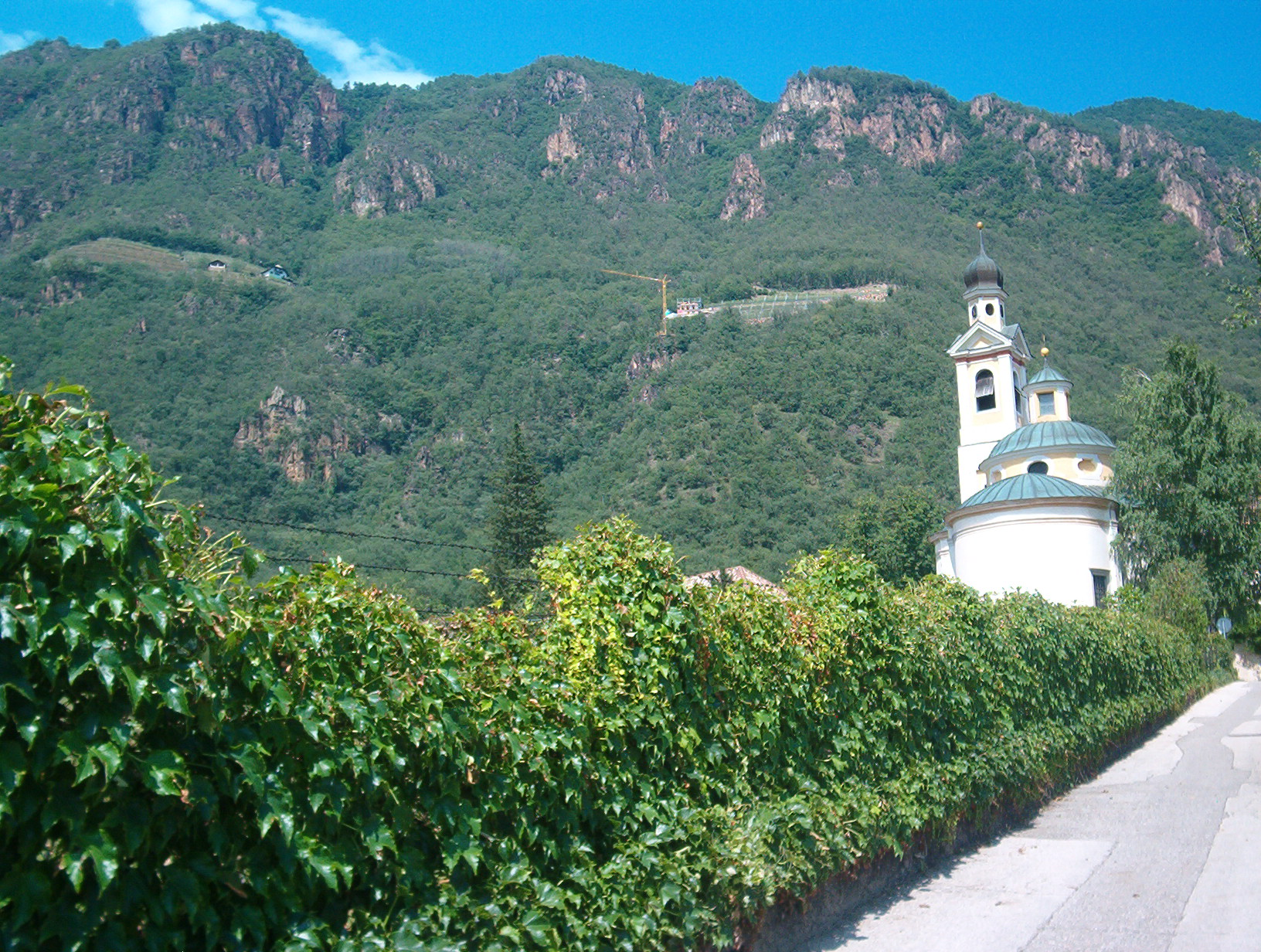
Deutschordenskirche St. Antonius in Siebeneich